# Frederik Willem de Klerk
Frederik Willem de Klerk (18. března 1936 Johannesburg – 11. listopadu 2021 Kapské Město) byl státní prezident Jihoafrické republiky a nositel Nobelovy ceny míru. Spolu s Nelsonem Mandelou se podílel na destrukci politiky rasové segregace, tzv. apartheidu v JAR.

## Životopis
Jeho otcem byl dlouholetý senátor a ministr Johannes de Klerk, který se v dubnu 1975 sám nakrátko stal státním prezidentem země. Frederik Willem de Klerk vystudoval střední školu v Krugersdorpu, poté úspěšně absolvoval univerzitu Potchefstroom v roce 1958, obor práv. Poté vedl advokátní kancelář ve městě Vereeniging, za které byl také v roce 1969 zvolen do parlamentu. V roce 1978 se stal členem jihoafrické vlády, kde na různých postech strávil 11 let.

### Prezidentské období
De Klerk se stal státním prezidentem 15. září 1989. Po svém nástupu do funkce apartheid odsoudil, nechal z vězení propustit Nelsona Mandelu, uvězněného roku 1964 na doživotí, a umožnil obnovení politické činnosti Afrického národního kongresu.

### Nemoc a smrt
Podle oznámení z 19. března 2021 byl u F. W. de Klerka diagnostikován mezoteliom. Na onemocnění zemřel po několika měsících ve spánku ve svém domově v Kapském Městě ve věku 85 let.
Bezprostředně po úmrtí oznámila nejsilnější jihoafrická opoziční strana, krajně levicová Economic Freedom Fighters, že si bývalý prezident nezaslouží státní pohřeb, protože stál v čele „zlého režimu“.

## Ocenění
Kromě Nobelovy ceny míru je nositelem dalších ocenění, která získal za svou politickou činnost:
- Mezinárodní cena za odvahu (Prix du Courage Internationale)
- Philadelphia Liberty Medal
- Ceny za mír Félixe Houphouët-Boigny UNESCO.